# Вічі (Оклахома)
Вічі (англ. Vici) — місто (англ. town) в США, в окрузі Дьюї штату Оклахома. Населення — 611 особа (2020).

## Географія
Вічі розташоване за координатами 36°8′55″ пн. ш. 99°17′58″ зх. д. / 36.14861° пн. ш. 99.29944° зх. д. (36.148704, -99.299345).  За даними Бюро перепису населення США в 2010 році місто мало площу 1,12 км², уся площа — суходіл.

## Демографія
Згідно з переписом 2010 року, у місті мешкало 699 осіб у 287 домогосподарствах у складі 175 родин. Густота населення становила 625 осіб/км².  Було 336 помешкань (300/км²).
Расовий склад населення:
| - 94,8 % — білих - 1,0 % — корінних американців - 0,3 % — чорних або афроамериканців |

До двох чи більше рас належало 3,7 %. Частка іспаномовних становила 6,9 % від усіх жителів.
За віковим діапазоном населення розподілялося таким чином: 24,7 % — особи молодші 18 років, 50,3 % — особи у віці 18—64 років, 25,0 % — особи у віці 65 років та старші. Медіана віку мешканця становила 39,7 року. На 100 осіб жіночої статі у місті припадало 86,4 чоловіків;  на 100 жінок у віці від 18 років та старших — 79,5 чоловіків також старших 18 років.
Середній дохід на одне домашнє господарство  становив 48 833 долари США (медіана — 44 271), а середній дохід на одну сім'ю — 56 879 доларів (медіана — 51 364). Медіана доходів становила 41 875 доларів для чоловіків та 22 083 долари для жінок. За межею бідності перебувало 20,2 % осіб, у тому числі 29,0 % дітей у віці до 18 років та 21,4 % осіб у віці 65 років та старших.
Цивільне працевлаштоване населення становило 336 осіб. Основні галузі зайнятості: освіта, охорона здоров'я та соціальна допомога — 35,4 %, сільське господарство, лісництво, риболовля — 17,3 %, роздрібна торгівля — 12,2 %.